# Han Yuandi
Han Yuandi (75/74 – 33 v.Chr.) was keizer van China uit de Han-dynastie. Hij regeerde van 49 of 48 v.Chr. tot zijn dood in 33 v.Chr. Hij staat bekend om zijn bevordering van het Confucianisme als de officiële gezindte van de Chinese regering. Zo stelde hij veel Confucianen aan op belangrijke regeringsposten. Hij lijkt in vele opzichten een aardige en zachte man te zijn geweest die was bezorgd om zijn volk.
Terwijl hij de positie van het Confucianisme als officiële ideologie verstevigde, ging de toestand van het keizerrijk er echter op achteruit omwille van zijn besluiteloosheid en onvermogen om een eind te maken aan de verborgen machtsstrijd tussen de facties van ambtenaren in zijn administratie, alsook door het vertrouwen dat hij stelde in sommige corrupte ambtenaren.

## Familieachtergrond
Toen de latere keizer Han Yuan in 75 v.Chr. als Liu Shi werd geboren, waren zijn ouders Liu Bingyi en Xu Pingjun gewone ambteloze burgers. Bingyi was de achterkleinzoon van keizer Han Wudi en zijn grootvader Liu Ju was kroonprins onder keizer Han Wudi, totdat deze keizer zijn paranoia Ju in 91 v.Chr. tot een mislukte opstand dwong toen Bingyi nog maar een kind was, in de nasleep waarvan Ju zelfmoord pleegde en diens volledige familie praktisch werd uitgeroeid. Bingyi werd wegens zijn jonge leeftijd gespaard, maar werd een ambteloos burger en moest leven van de vrijgevigheid van anderen. Onder deze vrijgevige bevond zich de hoofdeunuch Zhang He, die voor Ju's opstand diens adviseur was geweest en die was gestraft geworden met castratie.
Rond 76 v.Chr. wenste Zhang zijn kleindochter met Bingyi te laten trouwen, maar zijn broer Zhang Anshi, die toentertijd een belangrijke ambtenaar was, verzette zich hiertegen, daar hij vreesde dat dit voor problemen zou zorgen. Zhang nodigde echter een van zijn ondergeschikte eunuchen (die ook door keizer Han Wudi was gecastreerd), Xu Guanghan, uit voor het diner en overtuigde hem om zijn dochter Xu Pingjun uit te huwelijken aan Liu Bingyi. Toen de vrouw van Xu dit hoorde, werd zij bijzonder boos en weigerde hem te helpen, maar omdat Zhang Xu'se superieur was, durfde Xu zijn belofte niet te breken, en Bingyi en Xu Pingjun werden met een volledig door Zhang betaalde (omdat Bingyi dit zich niet kon veroorloven) getrouwd. Zhang betaalde ook de bruidsschat. Na zijn huwelijk was Bingyi haast volledig afhankelijk van de familie van zijn vrouw voor steun.